# William Passmore
William Thomas Passmore (ur. 6 września 1882 w Saint Louis, zm. 9 maja 1955 tamże) – amerykański zawodnik lacrosse, który na Igrzyskach Olimpijskich 1904 w Saint Louis wraz z kolegami zdobył srebrny medal w grze drużynowej.
W turnieju udział brały trzy zespoły klubowe ze Stanów Zjednoczonych i Kanady. Passmore reprezentował amerykański klub Saint Louis Amateur Athletic Association. Jego brat George również zdobył srebrny medal w lacrosse podczas igrzysk w Saint Louis.